# Podhume
Podhume je naselje u općini Milna na otoku Braču, Splitsko-dalmatinska županija, Hrvatska.

## Povijest
Do teritorijalnog preustroja Hrvatske bile su u sastavu stare općine Brač.  Podhume kao samostalno naselje javljaju se od popisa stanovništva 2021. godine, odvajanjem od naselja Milna.

## Stanovništvo
Na popisu 2021. godine Podhume nisu imale stanovnika.